# Kathedrale Basiliek van Onze-Lieve-Vrouw Onbevlekt Ontvangen
De Kathedrale Basiliek van Onze-Lieve-Vrouw Onbevlekt Ontvangen (Frans: Basilique-cathédrale de Notre-Dame de l’Immaculée Conception; Engels: Cathedral Basilica of Our Lady of the Immaculate Conception) is een basilica minor in de Rwandese plaats Kabgayi, gewijd aan de Onbevlekte Ontvangenis van Maria. De kathedraal is de zetel van de bisschop van Kabgayi.

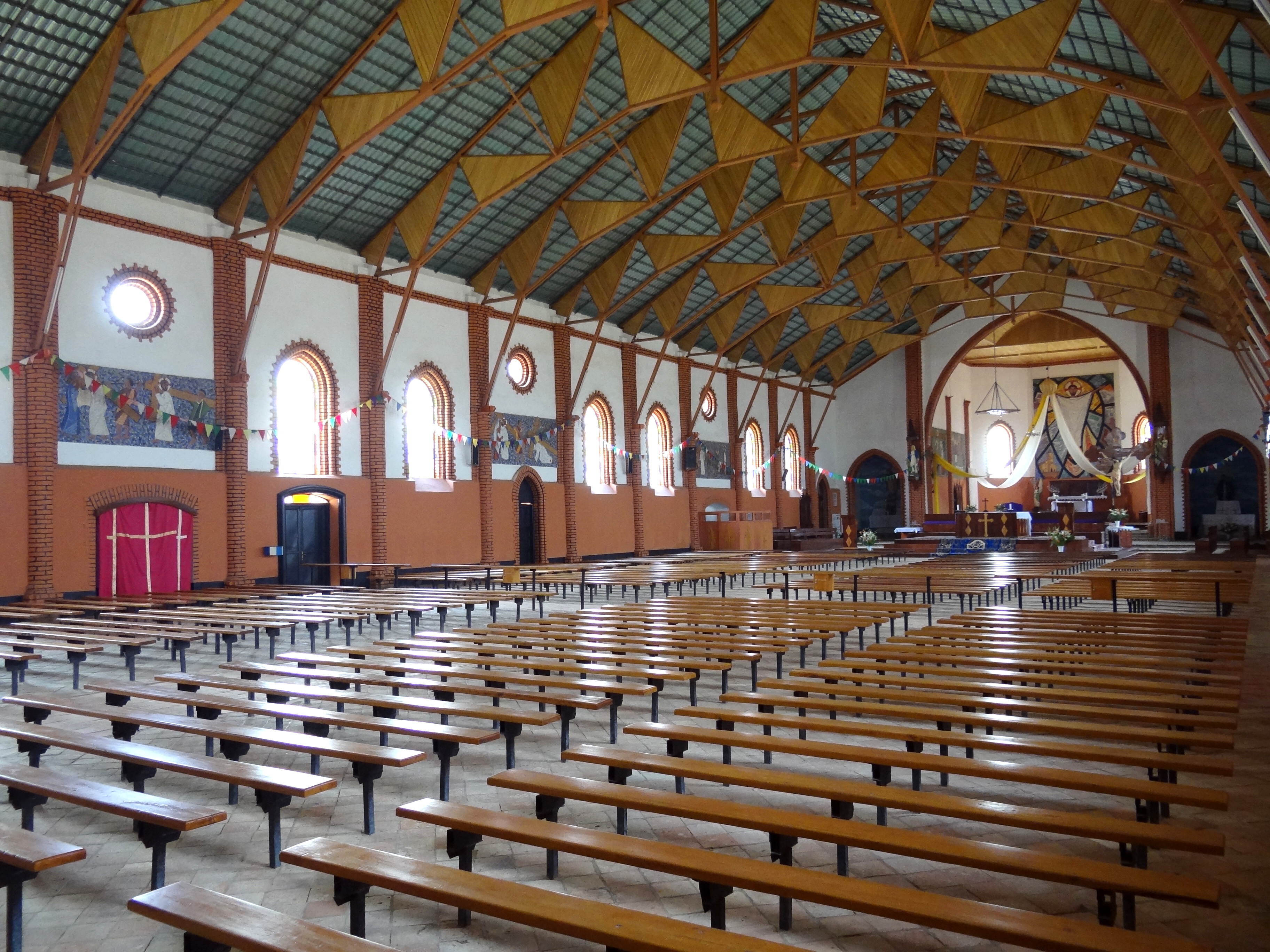
Interieur van de kathedraal in 2012

De Witte Paters stichtten de eerste katholieke missie in Rwanda in 1905 in Kabgayi, net ten zuiden van Gitarama, in de toenmalige Duitse kolonie Duits-Oost-Afrika. In het Belgisch protectoraat Rwanda-Urundi van na de Eerste Wereldoorlog, werd in het begin van de jaren 1920 de huidige kerk gebouwd. Met de oprichting van het aartsbisdom Kabgayi werd de kerk in 1959 een kathedraal. Het is de oudste kathedraal van Rwanda.
Paus Johannes Paulus II bezocht de kathedraal op 8 september 1990 en verhief deze op 22 oktober 1992 tot basiliek.
Naast de kathedraal staat een gedenkteken voor de Rwandese genocide in 1994. Tienduizenden mensen uit de omgeving vluchtten naar het terrein van de kathedraal, maar velen stierven van uitputting en honger. Er zouden bij de kathedraal 64.000 mensen zijn vermoord, waarvan er minstens 6000 zijn begraven in massagraven bij de kerk.
De aardbeving in het Kivumeer in 2008 veroorzaakte dat het dak van de kerk instortte. Nabij de kathedraal bevindt zich een volkenkundig museum.